# Richard Edmund Pates
Richard Edmund Pates (Saint Paul, 12 febbraio 1943) è un vescovo cattolico statunitense, dal 18 luglio 2019 vescovo emerito di Des Moines.

## Biografia
Richard Edmund Pates è nato a Saint Paul, nel Minnesota, il 12 febbraio 1943 ed è il più giovane dei tre figli di Donald e Lenora Pates.

### Formazione e ministero sacerdotale
Ha studiato inizialmente nelle scuole cattoliche di Saint Paul, poi nel seminario minore Nazareth Hall e infine presso il seminario "San Paolo" nella stessa città. Nel 1965 ha conseguito il Bachelor of Arts in filosofia e latino. Lo stesso anno è stato inviato a Roma per studi. Ha preso residenza presso il Pontificio collegio americano del Nord. Ha poi ottenuto il baccalaureato e poi la licenza in sacra teologia presso la Pontificia Università Gregoriana.
Il 20 dicembre 1968 è stato ordinato presbitero per l'arcidiocesi di Saint Paul e Minneapolis nella basilica di San Pietro in Vaticano da monsignor Francis Frederick Reh, vescovo eletto di Saginaw e fino a pochi giorni prima rettore del Pontificio collegio americano del Nord. In seguito è stato vicario parrocchiale della parrocchia del Santissimo Sacramento a Saint Paul dal 1969 al 1970; direttore vocazionale dell'arcidiocesi e vicario parrocchiale festivo della parrocchia dell'Annunciazione a Minneapolis dal 1970 al 1974; segretario privato dell'arcivescovo coadiutore Leo Christopher Byrne e vice-cancelliere arcivescovile dal 1973 al 1975; segretario della delegazione apostolica negli Stati Uniti d'America a Washington e collaboratore pastorale della parrocchia del Santissimo Sacramento a Chevy Chase dal 1975 al 1981; rettore del seminario "San Giovanni Vianney" e cappellano del Serra Club di Midway dal 1981 al 1987  e vicario per i seminari dal 1987 al 1990. Nel 1990 ha guidato la fusione delle parrocchie della Resurrezione e di San Kevin ed è stato parroco della nuova parrocchia di Nostra Signora della Pace dal 1990 al 1998. Nello stesso periodo è stato moderatore delle decane dei consigli delle donne cattoliche di Minneapolis. È poi stato parroco fondatore della parrocchia di Sant'Ambrogio a Woodbury dal 1998 al 2000.
Il 14 dicembre 1979 ha ricevuto il titolo onorifico di cappellano di Sua Santità.

### Ministero episcopale
Il 22 dicembre 2000 papa Giovanni Paolo II lo ha nominato vescovo ausiliare di Saint Paul e Minneapolis e titolare di Suacia. Ha ricevuto l'ordinazione episcopale il 26 marzo successivo nella cattedrale di San Paolo a Saint Paul dall'arcivescovo metropolita di Saint Paul e Minneapolis Harry Joseph Flynn, co-consacranti l'arcivescovo emerito della stessa arcidiocesi John Robert Roach e il vescovo ausiliare Frederick Francis Campbell. Ha prestato servizio come vicario generale e come vicario per il clero, i giovani, i giovani adulti e l'evangelizzazione.
Nel dicembre del 2004 ha compiuto la visita ad limina.
Il 10 aprile 2008 papa Benedetto XVI lo ha nominato vescovo di Des Moines. Ha preso possesso dell'arcidiocesi il 29 maggio successivo. È stato il terzo vescovo ausiliare consecutivo di Saint Paul e Minneapolis ad essere nominato vescovo di Des Moines. Anche i suoi due immediati predecessori, William Henry Bullock e Joseph Leo Charron, in precedenza avevano prestato servizio nell'arcidiocesi di Saint Paul e Minneapolis.
Il 14 novembre 2011 monsignor Pates è stato eletto presidente del comitato commissione per la giustizia e la pace internazionale della Conferenza dei vescovi cattolici degli Stati Uniti battendo con un voto di 122 a 144 il vescovo di Venice Frank Joseph Dewane. È stato anche membro dei comitati per l'educazione, l'evangelizzazione, per il Pontificio collegio americano del Nord a Roma in rappresentanza della regione ecclesiastica VIII, per le prassi pastorali, per le donne nella società e nella Chiesa e per le missioni mondiali.
Nel marzo del 2012 ha compiuto una seconda visita ad limina.
Ha sostenuto la revoca dell'embargo e delle altre restrizioni che gli Stati Uniti hanno imposto a Cuba e un ulteriore dialogo tra i due paesi, guadagnandosi il sostegno di parte dei cattolici dell'area della Florida.
Il 16 febbraio 2018 ha presentato la sua lettera di dimissioni a papa Francesco avendo raggiunto l'età canonica di 75 anni. Il 18 luglio 2019 il pontefice ha accettato la sua rinuncia al governo pastorale della diocesi.
Il 27 dicembre 2019 papa Francesco lo ha nominato amministratore apostolico sede plena di Joliet, in quanto al vescovo Robert Daniel Conlon era stato concesso un congedo per motivi di salute.
Nel gennaio del 2020 ha compiuto una terza visita ad limina.
Il 4 maggio 2020 papa Francesco ha accettato la rinuncia al governo pastorale della diocesi presentata da monsignor Conlon. Monsignor Pates è stato quindi nominato amministratore apostolico sede vacante. Ha mantenuto l'incarico fino all'ingresso in diocesi del nuovo vescovo Ronald Aldon Hicks il 29 settembre dello stesso anno.
Il 13 aprile 2021 papa Francesco lo ha nominato amministratore apostolico sede vacante di Crookston dopo che Michael Joseph Hoeppner, l'ordinario di questa sede, si è dimesso su richiesta del pontefice dopo che un'indagine ha fatto emergere che a volte non aveva rispettato le norme applicabili quando venivano presentate accuse di abusi sessuali che coinvolgevano chierici della sua diocesi. Ha ricoperto l'incario fino all'ingresso del nuovo vescovo Andrew Harmon Cozzens, avvenuto il 6 dicembre seguente.
Il 4 aprile 2023 è stato nominato amministratore apostolico sede vacante di Dubuque, dopo le dimissioni per motivi di salute dell'arcivescovo Michael Owen Jackels. Ha ricoperto l'incarico fino all'ingresso del nuovo arcivescovo Thomas Robert Zinkula, avvenuto il 18 ottobre seguente.

## Genealogia episcopale
La genealogia episcopale è:
- Cardinale Scipione Rebiba
- Cardinale Giulio Antonio Santori
- Cardinale Girolamo Bernerio, O.P.
- Arcivescovo Galeazzo Sanvitale
- Cardinale Ludovico Ludovisi
- Cardinale Luigi Caetani
- Cardinale Ulderico Carpegna
- Cardinale Paluzzo Paluzzi Altieri degli Albertoni
- Papa Benedetto XIII
- Papa Benedetto XIV
- Papa Clemente XIII
- Cardinale Marcantonio Colonna
- Cardinale Giacinto Sigismondo Gerdil, B.
- Cardinale Giulio Maria della Somaglia
- Cardinale Carlo Odescalchi, S.I.
- Cardinale Costantino Patrizi Naro
- Cardinale Lucido Maria Parocchi
- Papa Pio X
- Papa Benedetto XV
- Papa Pio XII
- Cardinale Francis Joseph Spellman
- Cardinale Terence James Cooke
- Vescovo Howard James Hubbard
- Arcivescovo Harry Joseph Flynn
- Vescovo Richard Edmund Pates